# Championnat du monde de rallycross FIA 2018
Navigation
2017 2019
Le championnat du monde de rallycross FIA 2018 présenté par Monster Energy est la cinquième saison du championnat du monde de rallycross FIA. La saison a débuté comme la saison passée à Barcelone le 14 avril avant de se terminer au Cap le 25 novembre 2018. Le suédois Johan Kristoffersson est sacré champion du monde pour la deuxième fois consécutive dès l'épreuve américaine.

## Calendrier
Le calendrier est présenté le 24 octobre 2017. Pour la première fois de l'histoire du World RX, une épreuve aux États-Unis est inscrite au calendrier. Elle se déroulera sur le Circuit des Amériques, avec un contrat de cinq ans. Cette épreuve remplace la manche d'Hockenheim. La World RX of Great Britain est transféré du circuit de Lydden Hill au Circuit de Silverstone.
| Rnd. | Épreuve                       | Date                | Circuit                                   | Vainqueur            | Équipe                 |
| ---- | ----------------------------- | ------------------- | ----------------------------------------- | -------------------- | ---------------------- |
| 1    | World RX of Barcelona         | 14–16 avril         | Circuit de Barcelona-Catalunya, Montmeló  | Johan Kristoffersson | PSRX Volkswagen Sweden |
| 2    | World RX of Portugal          | 28–29 avril         | Pista Automóvel de Montalegre, Montalegre | Johan Kristoffersson | PSRX Volkswagen Sweden |
| 3    | World RX of Belgium           | 12–13 mai           | Circuit Jules Tacheny Mettet, Mettet      | Sébastien Loeb       | Team Peugeot Total     |
| 4    | World RX of Great Britain     | 25–27 mai           | Silverstone Circuit, Silverstone          | Johan Kristoffersson | PSRX Volkswagen Sweden |
| 5    | World RX of Norway            | 9–10 juin           | Lånkebanen, Hell                          | Johan Kristoffersson | PSRX Volkswagen Sweden |
| 6    | World RX of Sweden            | 30 juin-1er juillet | Höljesbanan, Höljes                       | Johan Kristoffersson | PSRX Volkswagen Sweden |
| 7    | World RX of Canada            | 4–5 août            | Circuit Trois-Rivières, Trois-Rivières    | Johan Kristoffersson | PSRX Volkswagen Sweden |
| 8    | World RX of France            | 1–2 septembre       | Circuit de Lohéac, Lohéac                 | Johan Kristoffersson | PSRX Volkswagen Sweden |
| 9    | World RX of Latvia            | 15–16 septembre     | Biķernieku Kompleksā Sporta Bāze, Riga    | Johan Kristoffersson | PSRX Volkswagen Sweden |
| 10   | World RX of the United States | 29–30 septembre     | Circuit des Amériques, Austin             | Johan Kristoffersson | PSRX Volkswagen Sweden |
| 11   | World RX of Germany           | 13–14 octobre       | Estering, Buxtehude                       | Johan Kristoffersson | PSRX Volkswagen Sweden |
| 12   | World RX of South Africa      | 24–25 novembre      | Killarney Motor Racing Complex, Cape Town | Johan Kristoffersson | PSRX Volkswagen Sweden |

## Équipes et pilotes

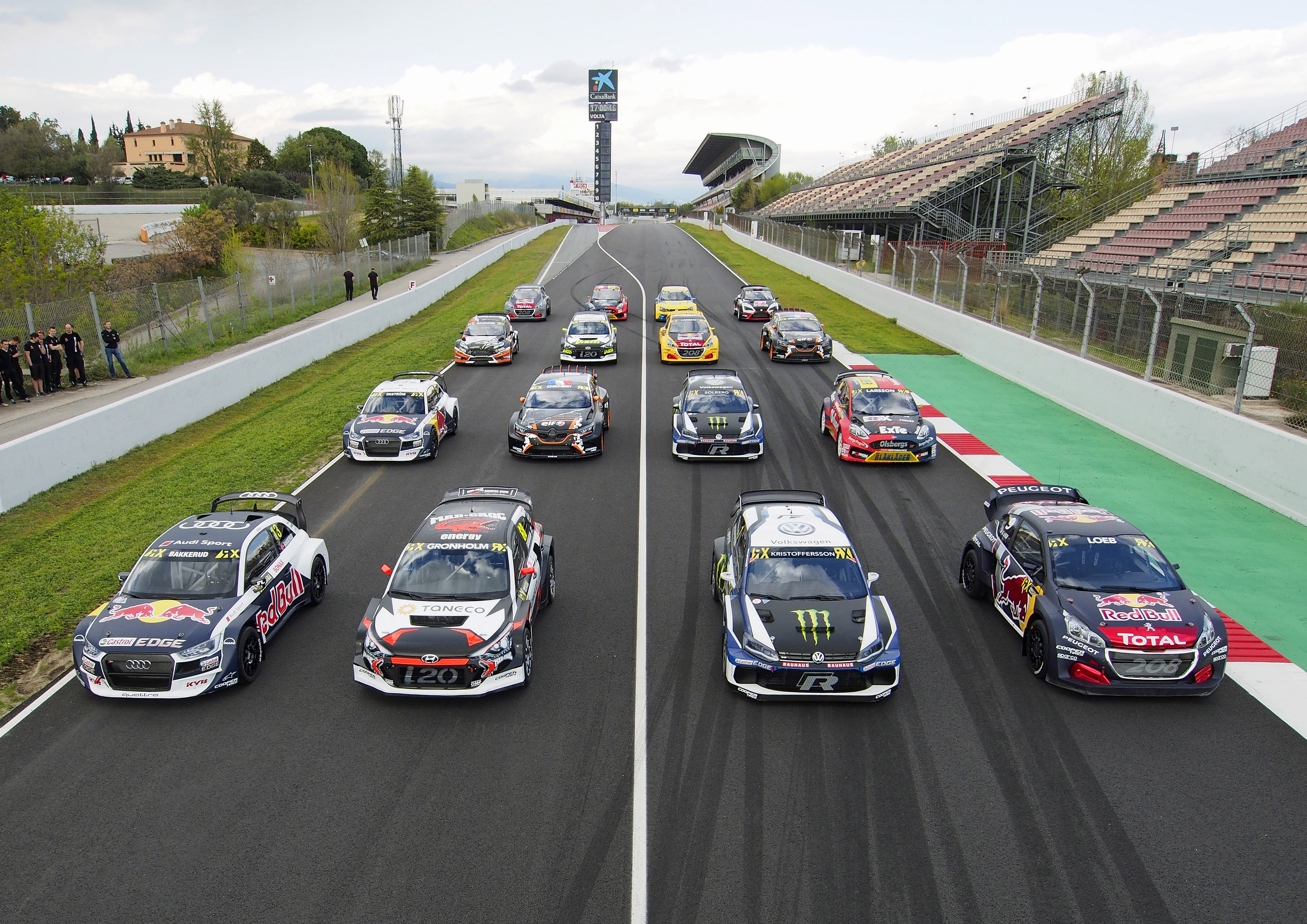
Les voitures engagées en 2018.

Le directeur de Hyundai Motorsport annonce en janvier 2018 avoir livré deux châssis de Hyundai i20 WRC à l'équipe de Marcus Grönholm qui sera formé de Timur Timerzyanov et Niclas Grönholm. Mattias Ekström annonce le 29 janvier 2018 l’arrêt de son programme DTM pour se concentrer sur le rallycross, avec le soutien accru d'Audi Sport. Andreas Bakkerud annonce deux jours plus tard avoir rejoint l'équipe de Mattias Ekström EKS Audi Sport. Grégoire Demoustier s'engage a temps complet en 2018 avec le Sébastien Loeb Racing après quelques courses en 2017. Peugeot Sport renforce son implication en étant engagé en tant qu'écurie officielle avec les mêmes pilotes qu'en 2017. Olsbergs MSE revient en World RX avec la paire Kevin Eriksson et Robin Larsson. La nouvelle équipe GCK de Guerlain Chicherit utilisera deux Renault Mégane développées par Prodrive avec Jérôme Grosset-Janin en deuxième pilote. La liste des engagés permanent est dévoilée le 09 mars 2018. 
| Engagés permanents | Engagés permanents     | Engagés permanents     | Engagés permanents | Engagés permanents   |
| Constructeur       | Équipe                 | Voiture                | No.                | Pilote               |
| ------------------ | ---------------------- | ---------------------- | ------------------ | -------------------- |
| Audi               | EKS Audi Sport         | Audi S1 EKS RX quattro | 5                  | Mattias Ekström      |
| Audi               | EKS Audi Sport         | Audi S1 EKS RX quattro | 13                 | Andreas Bakkerud     |
| Renault            | GC Kompetition         | Renault Mégane RS RX   | 36                 | Guerlain Chicherit   |
| Renault            | GC Kompetition         | Renault Mégane RS RX   | 74                 | Jérôme Grosset-Janin |
| Hyundai            | GRX Taneco Team        | Hyundai i20            | 68                 | Niclas Grönholm      |
| Hyundai            | GRX Taneco Team        | Hyundai i20            | 7                  | Timur Timerzyanov    |
| Ford               | Olsberg MSE            | Ford Fiesta ST         | 4                  | Kevin Eriksson       |
| Ford               | Olsberg MSE            | Ford Fiesta ST         | 96                 | Robin Larsson        |
| Volkswagen         | PSRX Volkswagen Sweden | Volkswagen Polo R      | 3                  | Johan Kristoffersson |
| Volkswagen         | PSRX Volkswagen Sweden | Volkswagen Polo R      | 11                 | Petter Solberg       |
| Peugeot            | Team Peugeot Total     | Peugeot 208 WRX        | 9                  | Sébastien Loeb       |
| Peugeot            | Team Peugeot Total     | Peugeot 208 WRX        | 21                 | Timmy Hansen         |

| Engagés permanents individuels | Engagés permanents individuels | Engagés permanents individuels | Engagés permanents individuels | Engagés permanents individuels |
| Constructeur                   | Équipe                         | Voiture                        | No.                            | Pilote                         |
| ------------------------------ | ------------------------------ | ------------------------------ | ------------------------------ | ------------------------------ |
| Peugeot                        | Sébastien Loeb Racing          | Peugeot 208                    | 66                             | Grégoire Demoustier            |
| Peugeot                        | Team Peugeot Total             | Peugeot 208 WRX                | 71                             | Kevin Hansen                   |
| Ford                           | Stard                          | Ford Fiesta                    | 6                              | Jānis Baumanis                 |

- Équipe soutenue officiellement par le constructeur.

## Classement général

### Attribution des points
| Système de points | Position | Position | Position | Position | Position | Position | Position | Position | Position | Position | Position | Position | Position | Position | Position | Position |
| Système de points | 1er      | 2e       | 3e       | 4e       | 5e       | 6e       | 7e       | 8e       | 9e       | 10e      | 11e      | 12e      | 13e      | 14e      | 15e      | 16e      |
| ----------------- | -------- | -------- | -------- | -------- | -------- | -------- | -------- | -------- | -------- | -------- | -------- | -------- | -------- | -------- | -------- | -------- |
| Séries            | 16       | 15       | 14       | 13       | 12       | 11       | 10       | 9        | 8        | 7        | 6        | 5        | 4        | 3        | 2        | 1        |
| Demi-finales      | 6        | 5        | 4        | 3        | 2        | 1        |          |          |          |          |          |          |          |          |          |          |
| Finale            | 8        | 5        | 4        | 3        | 2        | 1        |          |          |          |          |          |          |          |          |          |          |

- Les positions qui ne sont pas qualificatives pour la phase suivante sont indiquées par un fond rose.

### Championnat équipes
| Pos. | Équipe                 | No. | Pilotes              | Points |
| ---- | ---------------------- | --- | -------------------- | ------ |
| 1    | PSRX Volkswagen Sweden | 1   | Johan Kristoffersson | 568    |
| 1    | PSRX Volkswagen Sweden | 11  | Petter Solberg       | 568    |
| 2    | EKS Audi Sport         | 5   | Mattias Ekström      | 485    |
| 2    | EKS Audi Sport         | 13  | Andreas Bakkerud     | 485    |
| 3    | Team Peugeot Total     | 9   | Sébastien Loeb       | 421    |
| 3    | Team Peugeot Total     | 21  | Timmy Hansen         | 421    |
| 4    | GRX Taneco Team        | 28  | Timur Timerzyanov    | 232    |
| 4    | GRX Taneco Team        | 68  | Niclas Grönholm      | 232    |
| 5    | GC Kompetition         | 33  | Liam Doran           | 152    |
| 5    | GC Kompetition         | 36  | Guerlain Chicherit   | 152    |
| 5    | GC Kompetition         | 74  | Jérôme Grosset-Janin | 152    |
| 5    | GC Kompetition         | 92  | Anton Marklund       | 152    |
| 6    | Olsbergs MSE           | 4   | Robin Larsson        | 72     |
| 6    | Olsbergs MSE           | 96  | Kevin Eriksson       | 72     |

### RX2 International Series
| Pos. | Pilote               | BEL | GBR | NOR | SUE | CAN | FRA | AFS | Points |
| ---- | -------------------- | --- | --- | --- | --- | --- | --- | --- | ------ |
| 1    | Oliver Eriksson      | 7   | 1   | 2   | 4   | 1   | 1   | 6   | 175    |
| 2    | Guillaume De Ridder  | 8   | 7   | 1   | 1   | 2   | 3   | 7   | 156    |
| 3    | Henrik Krogstad      | 3   | 8   | 3   | 2   | 8   | 6   | 9   | 121    |
| 4    | Ben-Philip Gundersen | 1   | 10  | 8   | 5   | 7   | 11  | 1   | 119    |
| 5    | Vasily Gryazin       | 5   | 6   | 5   | 14  | 4   | 10  | 3   | 118    |
| 6    | Sondre Evjen         | 2   | 3   | 4   | 22  | 11  | 5   | 2   | 106    |
| 7    | William Nilsson      | 4   | 12  | 6   | 7   | 9   | 8   | 4   | 93     |
| 8    | Jami Kalliomäki      | 6   | 9   | 10  | 11  | 10  | 9   | 8   | 83     |
| 9    | Conner Martell       | 10  | 2   | 12  | 17  | 6   | 4   | 10  | 80     |
| 10   | Sami-Matti Trogen    |     | 11  | 9   | 15  | 5   | 2   | 5   | 79     |
| 11   | Nathan Heathcote     | 14  | 17  | 11  | 10  | 13  | 7   | 11  | 49     |
| 12   | Simon Wågø Syversen  | 11  | 13  | 7   | 24  | 12  | 12  |     | 38     |
| 13   | Anders Michalak      | 13  | 4   | 14  | 21  | 14  | 15  | 13  | 33     |
| 14   | Simon Olofsson       | 12  | 15  | 15  | 3   |     | 14  | 14  | 32     |
| 15   | Cole Keatts          | 16  | 14  | 16  | 27  | 3   | 13  | 12  | 31     |
| 16   | Glenn Haug           | 9   | 5   | 13  | 18  |     |     |     | 25     |
| 17   | Christian Brooks     |     |     |     | 6   |     |     |     | 20     |
| 18   | Jimmie Walfridson    |     |     |     | 8   |     |     |     | 14     |
| 19   | Marcus Höglund       |     |     | 17  | 9   |     |     |     | 13     |
| 20   | Petter Leirhol       |     |     |     | 12  |     |     |     | 6      |
| 21   | Linus Ostlund        |     |     |     | 13  |     |     |     | 4      |
| 22   | Albert Llovera       | 17  | 16  | 18  | 29  | 15  | 17  |     | 3      |
| 23   | Koen Pauwels         | 15  |     |     |     |     |     |     | 2      |
| 24   | Reinis Nitišs        |     |     |     |     |     |     | 15  | 2      |
| 25   | Ashely Haigh-Smith   |     |     |     |     |     |     | 16  | 1      |
| 26   | Edijs Oss            |     |     |     |     |     | 16  |     | 1      |
| 27   | Stein Frederic-Akre  |     |     |     | 16  |     |     |     | 1      |
| 28   | Santosh Berggren     |     |     |     | 19  |     |     |     | 0      |
| 29   | Mats Oskarsson       |     |     |     | 20  |     |     |     | 0      |
| 30   | Hampus Rådström      |     |     |     | 23  |     |     |     | 0      |
| 31   | Martin Jonsson       |     |     |     | 25  |     |     |     | 0      |
| 32   | Johnny Anderson      |     |     |     | 26  |     |     |     | 0      |
| 33   | Jonathan Walfridsson |     |     |     | 28  |     |     |     | 0      |